# Creepy (película de 2016)
Creepy (japonés: クリーピー 偽りの隣人, Kurīpī: Itsuwari No Rinjin)  es una película de suspense, horror, policial, drama y misterio japonesa de 2016 dirigida por Kiyoshi Kurosawa y coescrita Kurosawa y Chihiro Ikeda . Protagonizada por Hidetoshi Nishijima, Yūko Takeuchi, Teruyuki Kagawa, Haruna Kawaguchi y Masahiro Higashide. Basada en la novela de 2012 de Yutaka Maekawa, trata sobre un matrimonio que descubre los secretos de su nuevo y misterioso vecino. La película tuvo su estreno mundial en el 66.º Festival Internacional de Cine de Berlín el 13 de febrero de 2016. Se estrenó en Japón el 18 de junio de 2016 y he recibió críticas largamente positivas.

## Trama
Después de haber dimitido como perfilador tras una lesión, Koichi Takakura y su esposa Yasuko se trasladan a un lugar más cercano a su nuevo trabajo como profesor universitario de psicología criminal. En un esfuerzo por ser amigable, Yasuko se presenta a sus dos vecinos. Una de ellas es la señora Tanaka y su madre postrada en cama, quienes rechazan fríamente cualquier tipo de amistad con los Takakura. Yasuko toca el timbre de la casa de su otro vecino, que vive entre los Takakura y los Tanaka, pero no hay respuesta. Cuando Yasuko vuelve a dejar una bolsa de chocolates en la puerta del vecino del medio, aparece y se identifica como Masayuki Nishino. Su encuentro inicial le da a Yasuko una impresión espeluznante de Nishino, ya que actúa de manera extraña cada vez que está cerca de ella.
Mientras está en el trabajo, Koichi se interesa en un caso sin resolver que involucra la desaparición de tres miembros de una familia dejando solo un testigo poco confiable, Saki Honda. Un ex colega policial de Koichi llamado Nogami le pide que le ayude a investigar. Mientras visitan la escena del crimen, Koichi y Nogami intentan hablar con Saki, pero ella se niega porque no recuerda bien los acontecimientos que condujeron a la desaparición de su familia. De regreso a casa, Yasuko se encuentra nuevamente con Nishino y él le dice que vive con su hija, Mio, y su esposa; pero después de decir que espera conocerla, Nishino la despide bruscamente. De camino a casa, Koichi se enfrenta a Nishino, quien le dice que Yasuko es una carga. Tanto Koichi como Yasuko tienen sentimientos incómodos hacia Nishino, pero ceden cuando él se vuelve más amigable y más abierto con su vida.
En la universidad, Koichi y Nogami entrevistan a Saki, quien dice que antes de que su familia desapareciera, actuaban de maneras extremadamente extrañas que eran muy diferentes a lo que hacían normalmente. También recuerda haber visto a un hombre mirándolos desde la casa del vecino de los Honda, el Sr. Mizuta. Al investigar la casa Mizuta, Nogami descubre cinco cuerpos en descomposición envueltos en bolsas de plástico selladas. Yasuko, cuando busca a su perro, Max, se encuentra con Nishino y él intenta acercarse a ella. Más tarde, Mio se acerca a Koichi y le dice que Nishino no es su padre, sino un completo extraño. Cuando intenta hacerle preguntas, Mio sale corriendo cuando Nishino llega a casa. Yasuko comienza a actuar de manera errática, pasando de períodos de mala enfermedad a arrebatos emocionales. Debido a este comportamiento, Koichi sospecha más de Nishino y llama a Nogami para que pueda investigarlo. Nishino invita a Nogami a entrar a su casa, pero Nogami recorre un pasillo y abre una gran puerta de metal. Justo cuando Koichi llega a casa, la casa de Tanaka explota y, mientras intenta ayudar, se da cuenta de que Nishino mira la televisión con indiferencia.
Cuando la policía investiga, un teniente mayor, Tanimoto, le dice a Koichi que había tres cuerpos entre los escombros: Tanaka, su madre y Nogami. Desconcertado, Koichi visita a Saki e intenta mostrarle una fotografía de Nishino, pero ella no lo recuerda. Se revela que Nishino es un impostor; él controla a Mio y a su madre después de aparentemente matar al padre real de Mio y hacer que ella se deshaga de él de la misma manera que los cadáveres en la casa Mizuka. La madre de Mio se mantiene bajo control mediante una inyección de tranquilizantes especiales, pero después de que Mio intencionalmente le da una dosis menor, la madre ataca a Nishino, solo para ser sometida. Nishino luego le dispara a la madre con el arma de Nogami frente a Mio. Nishino luego lleva a Yasuko a su habitación y le muestra el cuerpo de la madre y la obliga a ayudar a Mio a deshacerse del cuerpo. Koichi llega a casa y se sorprende cuando Mio irrumpe. Él le pregunta dónde está Yasuko, pero es interrumpido por Nishino, que tiene la llave de la casa de Yasuko. Koichi ataca a Nishino, pero llega la policía y detiene a Koichi.
Tanimoto habla con Koichi y hace que lleven a Nishino a la comisaría. Descubren que Nishino se ha ido y ambos conducen hasta la casa de Nishino. Tanimoto descubre la cámara, pero Nishino lo incapacita. Koichi entra a la cámara y encuentra a Yasuko y Tanimoto, pero se enfrenta a Nishino que sostiene a Yasuko a punta de pistola. Nishino le revela a Koichi que efectivamente les ha lavado el cerebro a Yasuko y Mio a través de drogas, y le asegura a Koichi que Yasuko es suyo. Koichi se da cuenta de que Nishino pasa de una familia a otra, les lava el cerebro y finalmente los hace matarse entre sí. Se las arregla para hablar con Yasuko y reprende a Nishino por sus crímenes, pero de repente Yasuko inyecta a Koichi y se van con Nishino, Mio y Max.
Los cinco llegan a un edificio abandonado, donde Nishino busca otro "hogar". Al considerar que Max es un equipaje innecesario, Nishino saca al drogado Koichi del auto y lo insta a matar a Max. Koichi le dice a Nishino que "aquí es donde caes", y rápidamente se da vuelta y le dispara a Nishino. Libre de su lavado de cerebro, Mio celebra con Max, y Yasuko, al comprender por lo que ella y Koichi pasaron, se derrumba en sus brazos.

## Elenco
• Hidetoshi Nishijima como Koichi Takakura
• Yuko Takeuchi como Yasuko Takakura
• Teruyuki Kagawa como Nishino
• Haruna Kawaguchi como Saki Honda
• Masahiro Higashide como Nogami
• Ryōko Fujino como Mio
• Toru Baba como Matsuoka
• Takashi Sasano como Tanimoto
• Masahiro Toda como Okawa

## Producción
El rodaje comenzó el 1 de agosto de 2015 , y finalizó el 4 de septiembre de 2015 .

## Estrena
La película tuvo su estreno mundial en el 66.º Festival Internacional de Cine de Berlín el 13 de febrero de 2016 . Se estrenó en Japón el 18 de junio de 2016 .

## Recepción
Taquillas:
La película ha recaudado en torno de $4,721,487 en billetes .
Crítica:
En el sitio web del agregador de reseñas Rotten Tomatoes, la película tiene un índice de aprobación del 91%, basado en 47 reseñas, y una calificación promedio de 7,16/10. El consenso crítico del sitio web dice: "Creepy hace honor a su título con una mezcla de suspenso y completamente inquietante, por no mencionar bien interpretada, de drama doméstico y procesal criminal" . En Metacritic, la película recibió una puntuación promedio ponderada de 76 sobre 100, basada en 13 críticas, lo que indica "críticas generalmente favorables" .